# Codex de Novgorod
Pour les articles homonymes, voir Novgorod (homonymie).
 (juin 2023).
Si vous disposez d'ouvrages ou d'articles de référence ou si vous connaissez des sites web de qualité traitant du thème abordé ici, merci de compléter l'article en donnant les références utiles à sa vérifiabilité et en les liant à la section « Notes et références ».

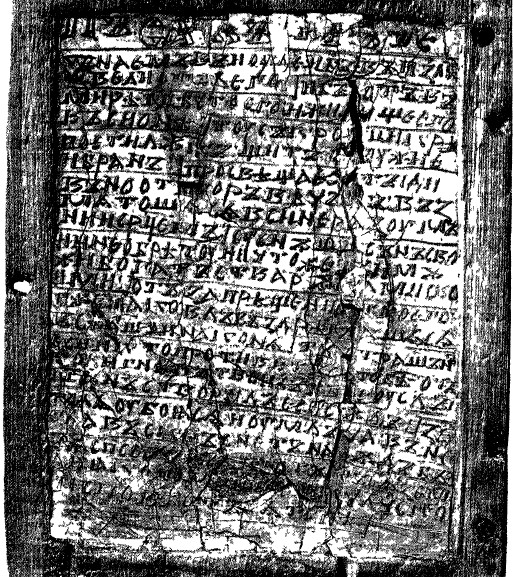
Codex de Novgorod, Ps 75

Le Codex de Novgorod (russe : Новгородский кодекс) est le nom du plus vieux livre de la Russie kiévienne, exhumé le 13 juillet 2000 à Novgorod. Il s'agit d'un livre constitué de trois tablettes en bois contenant quatre pages remplies de cire, sur lesquelles leur propriétaire a écrit des douzaines, probablement des centaines, de textes en l'espace de deux ou trois décennies. À chaque fois, le texte écrit recouvrait le précédent.
Selon les données obtenues par stratigraphie et dendrochronologie, par la datation au carbone 14, et à partir du texte lui-même (où l'année 999 apparaît à plusieurs reprises), le codex de cire a été utilisé dans le premier quart du XIe siècle et peut-être dans les dernières années du Xe siècle. Ce document est donc antérieur à l'évangéliaire d'Ostromir, premier manuscrit enluminé slave et précisément daté du milieu du XIe siècle.

## Texte de base
La cire du codex contient les psaumes 75 et 76 (et un petit fragment du psaume 67). Il s'agit du texte de base du Codex de Novgorod. Par conséquent, le livre est également connu sous le nom de Psaultier de Novgorod. Ce texte peut être lu aussi facilement que tout autre document sur un parchemin et peut être examiné en premier. La traduction des psaumes exhibe une traduction slave différente de celles connues jusqu'à présent, particulièrement pour le Psalterium Sinaiticum.

## Langue
La langue du Codex de Novgorod est un slavon ecclésiastique très courant (surtout dans le texte de base), malgré quelques « erreurs » dans la graphie des lettres yus trahissant les origines slaves orientales de l'auteur. Le texte entier a été écrit de la même main dans une orthographe qu'on peut qualifier de 'monoyerique' (russe одноеровая система письма), c'est-à-dire : à la place de deux lettres yer ь et ъ, seul le ъ est utilisé.

## Textes exhumés
Andreï Zalizniak a fait des efforts considérables pour reconstituer seulement une petite portion des textes antérieurs au texte de base et donc effacés de la surface de cire, ne laissant que des faibles empreintes et griffures sur la tablette de bois dessous la cire. La difficulté principale de cette tâche est le fait que les faibles traces de milliers de lettres laissées par le stylet, souvent difficilement distinguables du grain du bois lui-même, ont été superposées, produisant un impénétrable labyrinthe de lignes (Zaliznyak parle d' « hyper-palimpseste »). Par conséquent, ‘lire’ une simple portion d'une page peut prendre des semaines.
Les textes suivants ont été trouvés jusqu'à présent :
- une multitude de psaumes, écrits chacun plusieurs fois
- le début de l'Apocalypse de saint Jean
- le début de traduction du traité « de la virginité » de Saint Jean Chrysostome, dont aucune traduction en slavon n'était connue
- une multitude d'exemples d'alphabet, dans une version courte
- la tétralogie « du Paganisme au Christ » (titre de Zaliznyak) : quatre textes inconnus : « la Loi de Moïse » (en russe : Закон Моисеев), « The Unstrengthening and the Unpeacing[Quoi ?] » (Размаряющие и размиряющие), « l'Archange Gabriel » (Архангел Гавриил), et « la Loi de Jésus-Christ » (Закон Иисуса Христа).
- un fragment du texte inconnu jusqu'alors « De l'Église cachée de notre Sauveur Jésus-Christ à Laodicée du Lycus et sur la Prière Laodicéenne à notre Seigneur Jésus-Christ »
- un fragment du texte inconnu jusqu'alors « Récit de l'Apôtre Paul sur le Paterikon secret de Moïse »
- un fragment du texte inconnu jusqu'alors « Instructions par Alexandre de Laodicée sur le Pardon des Péchés »
- un fragment du texte inconnu jusqu'alors « Instructions spirituelles du Père et de la Mère au Fils. »

Le travail sur le Codex de Novgorod continue. La littérature universitaire sur le sujet, le plus souvent publiée en russe, est listée dans l'article russe de Wikipedia.